# Vladimír Štroner
Vladimír Štroner (31. ledna 1925 Brno – 20. května 2016 Brno) byl československý politik. V letech 1971–1976 byl primátorem Brna.
Maturoval v roce 1944 na Vyšší průmyslové škole strojnické v Brně, poté pracoval v podnicích Kovolit Česká a Zbrojovka Brno jako konstruktér. V letech 1950–1952 působil na krajském výboru KSČ v Brně, poté byl ekonomickým náměstkem v ZKL Brno. V roce 1958 absolvoval Vysokou školu ekonomickou v Praze. Od roku 1961 byl ekonomickým náměstkem, a posléze podnikovým ředitelem v brněnských Šmeralových závodech. Mezi lety 1971 a 1976 působil jako primátor Brna a také jako poslanec České národní rady. Poté, do roku 1987, byl generálním ředitelem Cheposu, trustu podniků chemického a potravinářského strojírenství.